# Willi Trakofler
Willi Trakofler (Monguelfo-Tesido, 27 aprile 1973) è un ex snowboarder italiano.

## Biografia
Nato a Monguelfo-Tesido, in Alto Adige, nel 1973, debutta in Coppa del Mondo a 23 anni, il 6 dicembre 1996, al Sestriere, nello slalom gigante, sua specialità.
Il 18 gennaio 1998 ottiene il suo primo e unico podio in Coppa del Mondo, con un 3º posto nello slalom gigante a San Candido.
Nello stesso anno partecipa ai Giochi olimpici di Nagano 1998, dove lo snowboard era presente per la prima volta, nello slalom gigante, dove termina 11° in 2'07"30.
Nel 1999 partecipa per l'unica volta in carriera ai Mondiali, a Berchtesgaden, in Germania, arrivando 29º nello slalom gigante parallelo e 57° nello slalom gigante, ma non terminando la gara di slalom parallelo.
Nello stesso anno, a 26 anni, termina la carriera, chiudendo con 1 podio in Coppa del Mondo e un 39° come miglior piazzamento in classifica generale di Coppa del Mondo, nel 1998.

## Palmarès

### Coppa del Mondo
- Miglior piazzamento nella Coppa del Mondo di snowboard: 39° nel 1998.
- 1 podio:
  - 1 terzo posto